# Cardamine penzesii
Cardamine penzesii är en korsblommig växtart som beskrevs av Ancev och Karol Marhold. Cardamine penzesii ingår i släktet bräsmor, och familjen korsblommiga växter. Inga underarter finns listade i Catalogue of Life.